# Global Entry

Logo da Global Entry

Global Entry é um programa do serviço de Alfândega e Proteção de Fronteiras dos EUA que permite que viajantes pré-aprovados e de baixo risco recebam autorização rápida através de quiosques automáticos em aeroportos selecionados após a chegada aos Estados Unidos. Em 4 de maio de 2018, o Global Entry estava disponível em 53 aeroportos nos EUA e 15 locais de pré-liberação. Mais de 5 milhões de pessoas estão inscritas no Global Entry.